# Palais des Tuileries

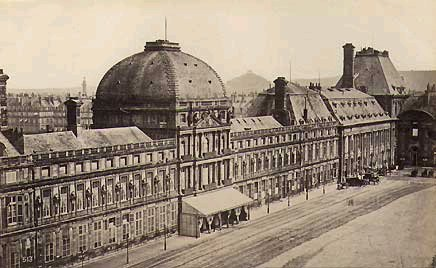
Tuileries před rokem 1871 - pohled z nádvoří Louvru

Palais des Tuileries (česky Tuilerijský palác) byl královský palác v Paříži. Původní zámek byl vzdálený asi 500 m od paláce Louvre, se kterým byl posléze spojen dvěma křídly (dnešní Pavillon de Flore a Pavillon de Marsan) a uzavíral tak západní stranu komplexu. Palác vyhořel během potlačování Pařížské komuny v roce 1871 a posléze byl stržen. Západně od paláce se rozkládal zámecký park Jardin des Tuileries.

## Historie
Výstavba paláce začala v roce 1564 pro královnu Kateřinu Medicejskou podle plánů architekta Philiberta Delorma (1510–1570) na místě bývalé cihelny (fr. la tuilerie), která dala paláci jméno. Po královnině smrti nebyl palác dostavěn podle původních plánů.
Král Jindřich IV. se rozhodl spojit paláce Louvre a Tuilerie výstavbou dvou galerií. Tento projekt ovšem nebyl zcela realizován. Ovšem už za Karla IX. byla jižně podél řeky Seiny postavena Grande Galerie. V 17. století, kdy Ludvík XIV. přesunul své sídlo z Louvru do Versailles, palác Tuileries ztratil svůj význam a dokonce byl dočasně prázdný.
Po vypuknutí Velké francouzské revoluce byla v paláci od října 1789 internována královská rodina. Dne 10. srpna 1792 došlo k útoku na Tuilerijský palác, při kterém padla většina královské švýcarské gardy. Ludvík XVI., Marie Antoinetta a jejich děti byly umístěny v důsledku těchto událostí do vězení v pařížském Templu.

V roce 1806 byly zahájeny práce na spojení obou paláců. Architekti Charles Percier a Pierre-François-Léonard Fontaine začali paralelně s Velkou galerií budovat severní křídlo – Galerie Napoléon. Za Ludvíka XVIII. a během Druhého císařství práce vedli architekti Louis Visconti a Hector Lefuel. Napoleon III. inauguroval hotový Nouveau Louvre v roce 1857. Ovšem během krvavého týdne při bojích proti Pařížské komuně v květnu 1871 byly Tuilerie vypáleny a jejich ruiny byly v roce 1880 zbourány. Zůstaly pouze dva malé pavilony, které sloužily od roku 1887 jako výstavní prostor pro Salón nezávislých.

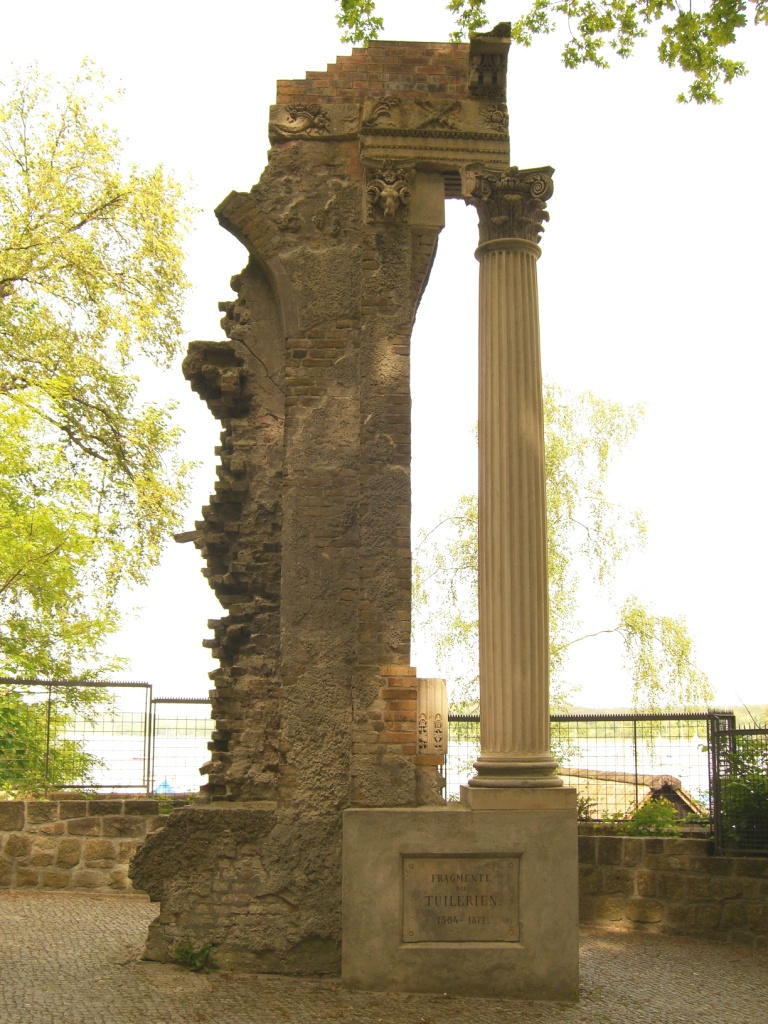
Sloup z paláce v Německu

Malá část ruin byla v roce 1871 prodána do Berlína. Pozůstatky se nacházejí na ostrově Schwanenwerder.

## Projekt rekonstrukce
Od roku 2002 existuje sdružení usilující o kompletní rekonstrukci Tuilerijského paláce. Protože existují fotografie královských komnat, byla by rekonstrukce teoreticky možná. Při obnovení paláce by se zvýšila kapacita muzea Louvre.